# Karpaten-Spierstrauch
Der Karpaten-Spierstrauch (Spiraea media) ist ein weiß blühender Strauch mit 1 bis 2,5 Zentimeter langen Blattspreiten aus der Gattung der Spiersträucher. Sein natürliches Verbreitungsgebiet erstreckt sich von Mitteleuropa bis nach China, Japan und Korea. Die Art wird nur selten als Zierstrauch verwendet.

## Beschreibung

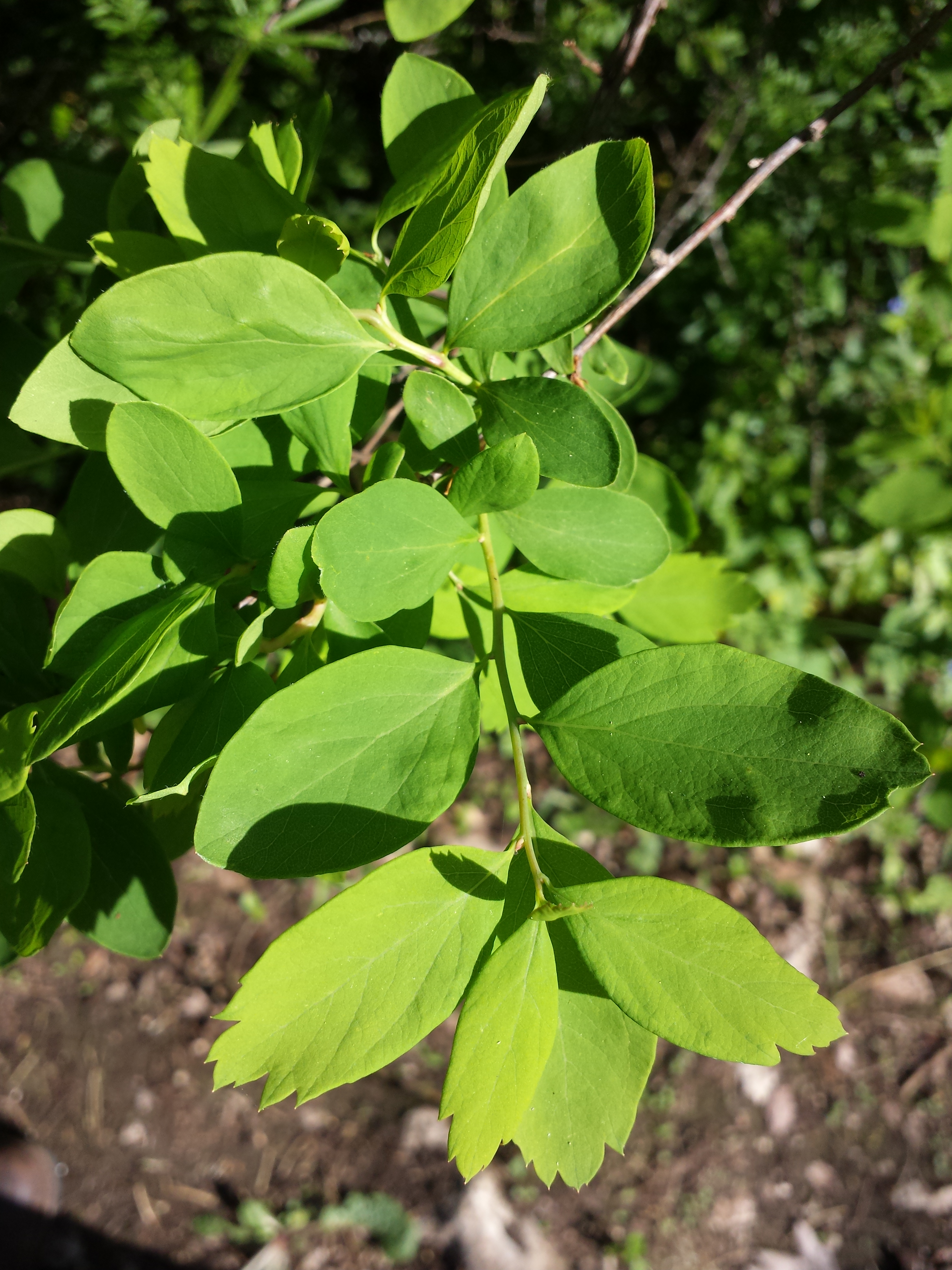
Die Laubblätter sind ganzrandig oder nur über der Mitte gesägt.

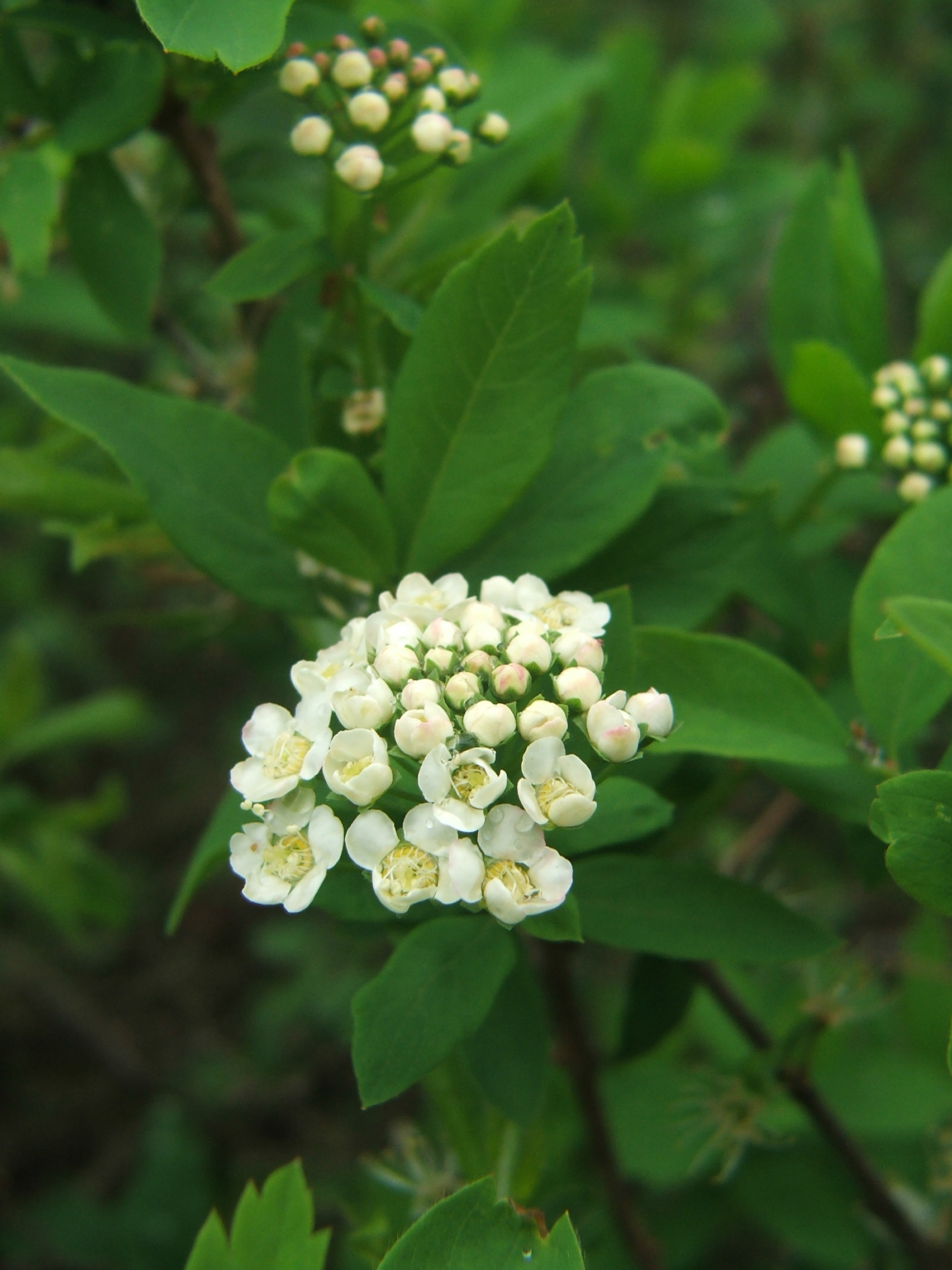
Einzelner Blütenstand und Blätter

Der Karpaten-Spierstrauch ist ein aufrechter, bis 2 Meter hoher Strauch. Die Zweige sind dünn, mehr oder weniger stielrund, nicht gestreift, kahl oder beinahe kahl. Sie sind anfangs rotbraun und färben sich später über graubraun bis schwarzbraun. Die Knospen sind bräunlich, eiförmig, 1 bis 3 Millimeter lang, kahl und spitz. Sie bilden mehrere Knospenschuppen. Die Laubblätter sind in Blattstiel und Blattspreite gegliedert. Der Stiel ist 1 bis 2 Millimeter lang und kahl. Die Blattspreite ist elliptisch bis lanzettlich, 1 bis 2,5 Zentimeter lang und 0,5 bis 1,5 Zentimeter breit, beidseitig kahl oder an den Achseln der Blattadern flaumig behaart. Die Basis ist keilförmig, das Blattende spitz oder selten stumpf, der Blattrand ganzrandig oder zwei- bis fünffach gesägt.
Die Blütenstände sind gestielt, doldenförmig und 2 bis 4 Zentimeter lang mit Durchmesser von 2 bis 3 Zentimetern. Sie haben 9 bis 15 Blüten. Die Blütenstiele sind 1 bis 1,5 Zentimeter lang. Die Tragblätter sind lanzettlich, kahl und fallen bald ab. Die Blüten haben einen Durchmesser von 7 bis 10 Millimetern. Der Blütenbecher ist breit glockenförmig und außen kahl. Die Kelchblätter sind eiförmig-dreieckig, 1,5 bis 2,5 Millimeter lang, kahl oder schwach flaumhaarig, und haben ein stumpfes oder spitzes Ende. An der Frucht sind sie zurückgebogen. Die Kronblätter sind weiß, mehr oder weniger kreisförmig, 3 bis 4,5 Millimeter breit und kahl. Ihre Basis ist kurz genagelt. Die etwa 45 Staubblätter sind länger als die Kronblätter. Der Diskus ist gelb, wellig ringförmig oder unregelmäßig gelappt. Der Griffel ist kürzer als die Staubblätter. Als Früchte werden behaarte Balgfrüchte gebildet.
Der Karpaten-Spierstrauch blüht im Mai und Juni, die Früchte reifen von Juni bis August.
Die Chromosomenzahl beträgt 2n = 10 oder 18.

## Verbreitung und Ökologie

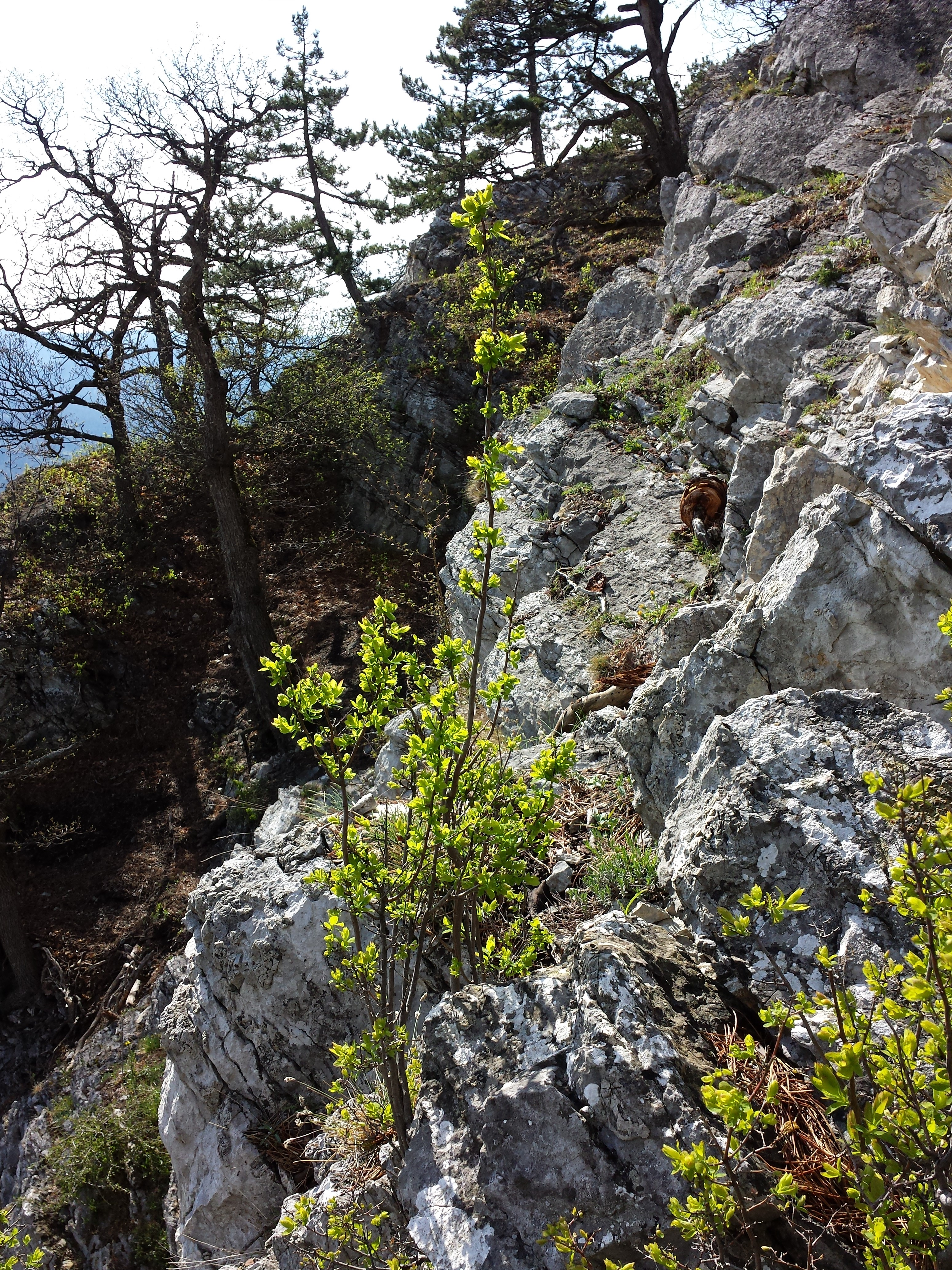
Natürliches Habitat am Gösing bei Ternitz

Das natürliche Verbreitungsgebiet reicht von Mitteleuropa (östliches Österreich, Ungarn, Slowakei, der Süden Polens) über Südosteuropa (Slowenien, Kroatien, Serbien, Mazedonien, Montenegro, Bosnien und Herzegowina, Bulgarien, Rumänien), Osteuropa (Moldawien, der Westen der Ukraine und der nördliche Teil Russlands) und Kasachstan bis nach Sibirien, den Kurilen, die Mongolei, China, Korea und Japan (im Norden von Honshū und auf Hokkaidō). Es liegt in der nemoralen und borealen Zone und wird der Winterhärtezone 4 zugerechnet mit mittleren jährlichen Minimaltemperaturen zwischen −34,4° und −28,9° Celsius (−30 bis −20° Fahrenheit). Die Art wächst in kühlfeuchten Wäldern auf durchlässigen, frischen bis feuchten, mäßig nährstoffreichen, sauren bis neutralen, sandig- oder kiesig-humosen Böden auf sonnigen bis lichtschattigen, sommerkühlen und winterkalten Standorten. Die Art ist frosthart. Sie meidet Böden mit höherem Kalkgehalt. In China wächst die Art in Mischwäldern, auf gras-bewachsenen Hängen und auf felsigem Untergrund in montanen Lagen in Höhen von 700 bis 1600 Metern.

## Systematik
Der Karpaten-Spierstrauch (Spiraea media) ist eine Art aus der Gattung der Spiersträucher (Spirae) in der Familie der Rosengewächse (Rosaceae). Sie wurde 1792 vom österreichischen Botaniker Franz Schmidt in Österreichs allgemeine Baumzucht erstbeschrieben. Synonyme der Art sind Spiraea argentea K.Koch, Spiraea confusa Regel & Kern., Spiraea daurica Raf., Spiraea foliosa Poir., Spiraea oblongifolia Waldst. & Kit. und Spiraea sericea Turcz.

## Verwendung
Der Karpaten-Spierstrauch wird manchmal wegen der dekorativen Blüten als Zierstrauch verwendet.